# Сінгапурські загальні вибори (2011)
16-ті парламентські вибори в Сінгапурі відбулися 7 травня 2011 року.

## Формування єдиних списків опозиції у виборчих округах

Багатомандатні і одномандатні виборчі округи Сінгапуру

На 87 місць в парламенті претендували представники беззмінно правлячої партії Народна дія, і опозиційних партій, які виступили єдиним фронтом . Організована сінгапурська опозиція виставила своїх кандидатів у 14 з 15 багатомандатних округів, причому в кожному окрузі виставлялися кандидати лише від однієї опозиційної партії, а інші опозиційні кандидати згодом знімали свої кандидатури на користь кандидатів опозиційного фронту. В одному багатомандатному окрузі опозиція знялася з голосування, а незалежні кандидати були дискваліфіковані Центрвиборчкомом, що дозволило ПНД завоювати місця автоматично. В одномандатних округах більшість опозиційних кандидатів знімалися на користь єдиних кандидатів від опозиції.

## Результати
ПНД зберегла контроль над парламентом, отримавши 81 місце. Кандидати фронту опозиційних партій перемогли в одному багатомандатному та одному одномандатному окрузі. В обох випадках місця дісталися Робітничій партії. Ще три додаткових місця (NCMP) були розподілені між опозиційними кандидатами відповідно до закону про опозицію.
| Партія                             | Голосів          | Місць      |
| ---------------------------------- | ---------------- | ---------- |
| Партія Народної Дії                | 1212514 (60,14%) | 81         |
| Робітнича партія                   | 258 510 (12,83%) | 6 + 2 NCMP |
| Національна солідарність           | 242 682 (12,04%) | 0          |
| Сінгапурська демократична партія   | 97 362 (4,83%)   | 0          |
| Партія реформ                      | 86 294 (4,28%)   | 0          |
| Сінгапурська народна партія        | 62 639 (3,11%)   | 0 + 1 NCMP |
| Сінгапурський демократичний альянс | 55 988 (2,78%)   | 0          |